# Овидий (святой)
Овидий, Аудит (порт.  Santo Ovídio, лат.  Auditus) (умер в 135, Брага, Португалия) — святой, третий епископ города Брага (95—135), христианский мученик. День памяти — 3 июня.

## Агиография
Согласно агиографическим источникам, Овидий был римским гражданином, родом с Сицилии. Он был послан римским папой Климентом I в город Брага, где был епископом с 95 года. Овидий крестил святую Марину и её сестру, святую Либерату. Овидий погиб мученической смертью около 135 года.
Его мощи хранятся в кафедральном соборе города Брага.

## Источник
- Roberto Olivato, Sacrari, santi patroni e preghiere militari, Edizioni Messaggero, 2009, стр. 312